# Макаровка (Владимирская область)
Макаровка — деревня в Муромском районе Владимирской области России, входит в состав Ковардицкого сельского поселения. 

## География
Деревня расположена на берегу речки Погарцы (приток Илевны) в 4 км на юг от центра поселения села Ковардицы и в 6 км на запад от Мурома. 

## История
Деревня Макарово впервые упоминается в окладных книгах Рязанской епархии 1676 года в составе Ковардицкого прихода, в ней был двор помещиков, двор крестьянский и двор задворного слуги.
В конце XIX — начале XX века на месте нынешней деревни было 2 населённых пункта Макарово Большое и Макарово Среднее, располагавшееся на правом берегу речки Погарцы. Обе деревни входили в состав Ковардицкой волости Муромского уезда, с 1926 года — в составе Муромской волости . В 1859 году в деревне Макарово Большое числилось 15 дворов, в 1905 году — 44 двора, в 1926 году — 66 дворов.
С 1929 года деревня являлась центром Больше-Макаровского сельсовета Муромского района, с 1940 года — в составе Стригинского сельсовета, с 2005 года — в составе Ковардицкого сельского поселения.

## Население
| 1859 | 1905 | 1926 | 2002 | 2010 | 2012 | 2021 |
| ---- | ---- | ---- | ---- | ---- | ---- | ---- |
| 141  | ↗236 | ↗347 | ↗427 | ↘424 | ↗439 | ↘380 |